# Bronius Vaidutis Kutavičius
Bronius Vaidutis Kutavičius est un compositeur lituanien né le 13 septembre 1932 à Molainiai et mort le 29 septembre 2021 à Vilnius.

## Biographie
Diplômé du conservatoire de Vilnius en 1964, il enseigne l'art de composer et la théorie de la musique à l'école Ciurlionis. Plus tard, il devient professeur de composition à l'Académie de Vilnius.
Fervent nationaliste, il a formé le fer de lance de la résistance culturelle face à la standardisation culturelle imposée par le régime soviétique tout en restant également isolé des tendances occidentales.
Sa musique, inspirée de la musique traditionnelle lituanienne, est également très moderne par bien des aspects.

## Œuvres
Son premier grand opéra, Lokys (L'Ours), basé sur 'Lokis', nouvelle fantastique de Mérimée, était une commande du Festival de Vilnius. La création eut lieu en 2000.
Kutavičius, ayant reçu une commande de l'État pour commémorer le 750e anniversaire du couronnement du roi Mindaugas, unique roi de Lituanie, en 2003, écrivit un diptyque, Ignis et fides (Feu et Foi), composé pour solistes vocaux, lecteurs, chœur et orchestre symphonique (incluant des instruments folkloriques). Le texte est basé sur la première mention du nom de la Lituanie dans les sources historiques et sur le couronnement du roi. L'œuvre combine des éléments d'opéra, de ballet et d'oratorio.
L'œuvre qui est peut-être la plus emblématique de Kutavičius est "Ultimes Rites Païens" (Paskutinės pagonių apeigos) pour chœur, orgue et 4 cors, sur un texte de Sigitas Geda (1978). Cette œuvre a un caractère rituel et ancestral, les chanteurs récitant des invocations mythiques (au criquet, à la colline, au serpent, au chêne).

## Discographie
- Last pagan rites ; Epitaphium temporum pereunti – Gintarė Skerytė, soprano ; Leopoldas Digrys, orgue ; Mindaukas Budzinauskas, Linas Dakinevičius, Loranas Gadeikis, Mindaugas Pupeikis, cors ; Chœur de l'école d'art Čiurlionis de Vilnius, dir. Romas Gražinis ; Chœur de Kaunas ; Orchestre symphonique de Lituanie, dir. Robertas Šervenikas (1996 ; 20-22 novembre 2000, Ondine) (OCLC 811459681)
- Lokys the bear – Vladimiras Prudnikovas, Vytautas Juozapaitis, Inesa Linaburgytė, Irena Zelenkauskaitė-Brazauskienė, Audrius Rubežius, Veronika Povilionienė, Arūnas Malikėnas, Giedrius Žalys, Česlovas Stonys ; Chœur et Orchestre de l'Opéra et ballet de Lituanie, dir. Martynas Staškus (2001, 2 CD Ondine ODE 1021-2D) (OCLC 872951883)
- Les saisons, oratorio – Darius Meškauskas, récitant ; Chœur Jauna Muzika de Vilnius ; Orchestre de chambre St. Christopher, dir. Donatas Katkus (13 septembre 2012, Toccata Classics) (OCLC 924318287)